# Struthanthus concinnus
Struthanthus concinnus är en tvåhjärtbladig växtart som beskrevs av Carl Friedrich Philipp von Martius. Struthanthus concinnus ingår i släktet Struthanthus och familjen Loranthaceae. Utöver nominatformen finns också underarten S. c. centralis.